# دایلوسکا گورا
دایلوسکا گورا (به لاتین: Dylewska Góra) یک کوه در لهستان است که در Warmian-Masurian Voivodeship, Poland واقع شده‌است. دایلوسکا گورا ۳۱۲ متر بالاتر از سطح دریا واقع شده‌است.